# Јасминка Петровић
Јасминка Петровић (Београд, 1960) српска је књижевница за децу и младе. За свој рад вишеструко је награђивана. Њене књиге (Школа, Секс за почетнике, Бонтон, Како постати и остати глуп, Ово је најстрашнији дан у мом животу, Маме, Хоћу кући, Дугина долина, Паметна књига за маму и тату...) преведене су на близу тридесет језика.

## Образовање и радна биографија
Јасминка Петровић студирала је шпански језик и књижевност. Била је уредница тинејџерске емисије Двеста из места (Радио Пингвин). Писала је за многе часописе (Тик-Так, Велико двориште, Политикин Забавник, Хупер, Дечја права и други). Уређивала је National Geographic Junior на српском језику. Учествује у различитим програмима и пројектима који подстичу децу и младе на читање, креативност, критичко мишљење и толеранцију. Јасминка је чест гост школских и градских библиотека. Један је од оснивача покрета за побољшање културе за децу и младе Ура култура.
Са удружењем Крокодил организује књижевни фестивал за децу Крокодокодил
Сценариста је дечје серије Кукурику шоу у продукцији Радио-телевизије Србије.

### Романи
- Све је у реду. Београд: Креативни центар. 2017. ISBN 978-86-529-0448-8. 238255628
- Лето када сам научила да летим. Београд: Креативни центар. 2015. ISBN 978-86-529-0220-0. 215400460
- 35 калорија без шећера. Београд: Одисеја. 2008. ISBN 978-86-7720-050-3. 152121868
- Ово је најстрашнији дан у мом животу. Београд: Креативни центар. 2006. ISBN 978-86-7781-493-9. 133525004

### Кратки романи за почетно читање
- Хоћу кући. Београд: Одисеја. 2016. ISBN 978-86-7720-142-5. 226488332
- Од читања се расте. Београд: Креативни центар. 2012. ISBN 978-86-7781-923-1. 190308364
- Безобразне ноте и неваљале ајкуле. Зрењанин: Градска народна библиотека "Жарко Зрењанин". 2012. ISBN 978-86-7284-139-8. 269483015

### Приповетке
- Гига прави море. Београд: СМС Тим талената. 1996. 137270535

### Збирке приповедака
- О мачкама, нотама и бубама. Београд: Креативни центар. 2017. ISBN 978-86-529-0478-5. 246020364
- Само за твоје уши. Београд: Креативни центар. 2014. ISBN 978-86-529-0101-2. 209031948
- „Мода се вратила”. Повеља. 2 (Види чуда ; додатак бр. 19). 2013. ISSN 1452-7316. 1024025785
- Риба риби гризе реп. Београд: Креативни центар. 2009. ISBN 978-86-7781-689-6. 157912844
- О дугмету и срећи. Београд: Завод за уџбенике и наставна средства. 2006. ISBN 978-86-17-13050-1. 124270092
- Маме. Београд: Одисеја. 2004. ISBN 978-86-7720-001-5. 112570380
- Кажи тети Добар дан. Београд: Креативни центар. 2003. ISBN 978-86-7781-174-7. 107236108

### Бајке
- Дугина долина, велика шаховска авантура. Београд: Свет играчака Л. 2002. ISBN 978-86-83483-13-6. 101731596

### Приручници
- Породица. Београд: Креативни центар. 2012. ISBN 978-86-7781-952-1. 192452108
- Паметна књига за маму и тату. Београд: UNICEF. 2008. ISBN 978-86-82471-78-3.
- Имам нешто важно да ти кажем. Београд: Recan центар за повраћаји рециклажу лименки. 2006. ISBN 978-86-908859-1-6. 131394060
- Хајде с нама. Београд: Recan центар за повраћаји рециклажу лименки. 2006. ISBN 978-86-908859-0-9. 131385868
- Да ли си за игру. Београд: Recan центар за повраћај и рециклажу лименки. 2006.
- Како постати и остати глуп (у 39 лекција). Београд: Креативни центар. 2004. ISBN 978-86-7781-325-3. 117144844
- Бонтон. Београд: Креативни центар. 2004. ISBN 978-86-7781-295-9. 115097612
- Секс за почетнике. Београд: Креативни центар. 2000. ISBN 978-86-7781-037-5. 215206412
- Школа. Београд: Креативни центар. 1999. ISBN 978-86-7781-024-5. 514133911

### Интерактивне књиге
- Телефон. Београд: Креативни центар. 2009. ISBN 978-86-7781-661-2. 154540300
- Бонтон. Београд: Креативни центар. 2008. ISBN 978-86-7781-659-9. 154021132
- Родбина. Београд: Креативни центар. 2008. ISBN 978-86-7781-660-5. 154020620
- Само моја књига. Београд: Група 484. 2002. ISBN 978-86-903355-1-0. 107865100

### Драмске игре
- Да ли сте ви жаба : драмске игре за децу од 6 до 10 година. Београд: Одисеја. 2013. ISBN 978-86-7720-107-4. 202082828

### Дечје књиге које су пратиле изложбе уНародном музеју у Београду
- Надежда Петровић, од пролећа до зиме. Београд: Народни музеј. 2014. ISBN 978-86-7269-156-6. 208681228
- Мали Велики Константин. Београд: Народни музеј. 2013. ISBN 978-86-7269-147-4. 199303436
- Паја Јовановић. Београд: Народни музеј. 2010. ISBN 978-86-7269-109-2. 172915212

### Књиге које су настале у заједничком раду с децом
- Морски пут. Београд: Шуматовачка, Центар за ликовно образовање. 2014.[9]
- Пријепоље од А до Ш : из дечјег угла. Пријепоље: Матична библиотека "Вук Караџић". 2013. ISBN 978-86-87709-01-0.{{
- Le orecchie del re / Cerevе uši. A.G.E.O.P. RICERCA i NURDOR.[10] COBISS|ID=197843980}}
- Испод брда Вршац мрда. Вршац: Културни центар. 2010. ISBN 978-86-912139-4-7. 174507020
- Моја прва али не и последња књига. Београд: Библиотека града Београда. 2004. ISBN 978-86-7191-063-7. 117078284
- Књига о књизи. Београд: Дечји културни центар. 2003. ISBN 978-86-84523-00-8. 105958668

### Уџбеници, антологије и друге збирке у којима су објављена дела Јасминке Петровић
- In viaggio nelle parole. Associazione Storica-Arheologica-Culturale "V.Ostermann" Gemonia del Friuli. - објављена прича „Il sogno del giardinero”
- Простор за мокрог пса. Београд: Културни фронт. 2012. ISBN 978-86-914161-1-9. 191661324 - објављена прича „Силвана 16 година”
- Ненциклопедија. Београд: Лагуна. 2005. ISBN 978-86-7436-355-3. 125627916 - објављене приче: „Како се постаје победник”, „Где живи април”, „Чик погоди”
- Читанка за трећи разред. Београд: Klett. - сарадник у осмишљавању задатака; објављена прича „Кад порастем бићу див”
- Читанка за четврти разред. Подгорица: Завод за уџбенике и наставна средства. - објављен део приче „О дугмету и срећи”
- Читанка за шести разред. Београд: Креативни центар. - објављен део романа „Ово је најстрашнији дан у мом животу”
- Читанка за VIII разред. Београд: Логос. - објављен је део из књиге „Бонтон”[5]
- Српске приче за децу : антологија. Београд: ХЕСПЕРИАеду. 2015. ISBN 978-86-7956-084-1. 217226508
- Поштованом Душку Радовићу : зборник. Београд: Библиотека града Београда. 2014. ISBN 978-86-7191-256-3. 210986764
- Hid (часопис за културу на мађарском језику). Нови Сад: Издавачки завод Форум. 2015. - објављена прича „Кажи тети Добар дан”[11]
- И после детињства. Ниш: Градска општина Медијана. 2016. ISBN 978-86-89485-29-5. 222080524
- Зрењанински ватромет : 30 писаца за децу. Зрењанин: Градска народна библиотека "Жарко Зрењанин". 2014. ISBN 978-86-7284-146-6. 283707911
- Најкраће српске приче за децу. Београд: Завод за уџбенике. 2009. ISBN 978-86-17-16513-8. 169783308

### On-lineиздања
- Кажи тети Добар дан. Београд: Креативни центар. 2003. Приступљено 2. 3. 2018.
- Паметна књига за маму и тату (PDF). Београд: UNICEF. 2008. Архивирано из оригинала (PDF) 07. 03. 2018. г. Приступљено 2. 3. 2018.
- Машталице : приче у аудио формату. Vip mobile и Креативни центар. Архивирано из оригинала 07. 03. 2018. г. Приступљено 3. 3. 2018.

## Драмски текстови, драматизације и сценарија

### Драмски текстови
- Миљаковац то јест Нови Зеланд (продукција: Мало позориште „Душко Радовић”)[12]
- Поноћна чаролија (продукција: Emotion)[13]

### Драматизације
- Лето када сам научила да летим (Радио Београд 1, радио драматизација: Тамара Барачков, режија: Марија Крстић)[14]
- 35 калорија без шећера (Радио Београд, радио драматизација: Оливера Пантовић Коларић, режија: Марија Крстић)[тражи се извор]
- Ово је најстрашнији дан у мом животу (Радио Београд)
- Од читања се расте (у припреми на Радио Београду)
- Лето када сам научила да летим (у припреми на HRT радију)

### ТВ сценарији
- Кукурику шоу - Први серијал од 15 епизода (РТС, 2013)
- Кукурику шоу - Други серијал од 15 епизода (РТС, 2015)
- Кукурику шоу - Трећи серијал од 15 епизода (РТС, 2017)[4]

### Филмови
Године 2018. снимљен је играни филм за децу Злогоње, заснован на мотивима књиге О дугмету и срећи. Ово је дебитантски филм редитеља Рашка Миљковића. Премијерно је приказан 10. марта 2018. године у оквиру званичног програма 20. фестивала TIFF Kids, одржаног од 9. до 18. марта у Торонту (Канада).
Године 2020. снимљен је играни филм за децу и младе Лето када сам научила да летим, према истоименом роману Јасминке Петровић, у режији Радивоја Андрића, редитеља култних филмова Муње! и Кад порастем, бићу кенгур, и по сценарију Љубице Луковић. Премијера филма била је 17. фебруара 2022. године. Јасминка Петровић свој роман описује као "антиратну причу која покреће разна питања - о идентитету, одрастању, опроштају, прекинутим породичним везама, ратној погибији, односу старих и младих, првом пољупцу, љубави..."

## Културолошки утицај
Према књизи Секс за почетнике урађено је пет позоришних представа: две у Београду, затим у Сарајеву, Загребу и Стокхолму. Књига је преведена на преко двадесет језика (енглески, немачки, француски, хрватски, македонски, словеначки, португалски, румунски, чешки, словачки, пољски, литвански, летонски, кинески...), а такође је урађена на Брајевој азбуци, у сарадњи са Хрватском удругом тифлопедагога и Хрватском књижницом за слијепе. По овој књизи реализована су и два пројекта: Усуди се да питаш, у оквиру панчевачког БУДИ фестивала и Златни мост у организацији удружења Скаска.
По књигама Школа и Ово је најстрашнији дан у мом животу такође су урађене позоришне представе.
На основу књиге О дугмету и срећи најпре је урађена позоришна представа под називом Миљаковац, то јест Нови Зеланд у Малом позоришту Душко Радовић, а затим је 2018. године снимљен и филм Злогоње у режији Рашка Миљковића.

## Награде
- Сребрно Гашино перо за најдуховитију књигу на Фестивалу хумора за децу у Лазаревцу за књигу Кажи тети добар дан (2004)
- Награда Невен удружења Пријатељи деце Србије за књигу Како постати и остати глуп (2005)
- Награда Змајевих дечјих игара „Раде Обреновић” за књигу Ово је најстрашнији дан у мом животу (2006)
- Мали принц, награда Међународног дјечијег фестивала „Везени мост“ у Тузли за књигу Ово је најстрашнији дан у мом животу (2006)
- Доситејево перо, награда дечје критике коју додељује удружење Пријатељи деце Вождовца за књигу Ово је најстрашнији дан у мом животу (2007)
- Доситејево перо, награда дечје критике коју додељује удружење Пријатељи деце Вождовца за књигу 35 калорија без шећера (2009)
- CONCORSO DI NARRATIVA „In viaggio nelle parole” SOGNI за причу Il sogno del giardiniere, Gemona del Friuli (2011)
- Доситејево перо, награда дечје критике коју додељује удружење Пријатељи деце Вождовца за књигу Од читања се расте (2013)
- Сребрно Гашино перо за најдуховитију књигу на Фестивалу хумора за децу у Лазаревцу за књигу Лето када сам научила да летим (2016)
- Награда Невен удружења Пријатељи деце Србије за књигу Лето када сам научила да летим (2016)
- Мали принц, награда Међународног дјечијег фестивала „Везени мост“ у Тузли за књигу Лето када сам научила да летим (2016)
- Доситејево перо, награда дечје критике коју додељује удружење Пријатељи деце Вождовца за књигу Лето када сам научила да летом (2016)
- Плави чуперак, награда Змајевих дечјих игара за књигу Лето када сам научила да летим (2016)
- Награда за најбољу дечју књигу године 62. Међународног сајма књига у Београду за књигу Све је у реду (2017)
- Књижевна награда Политикиног Забавника за књигу Све је у реду (2018)